# Сагюсам

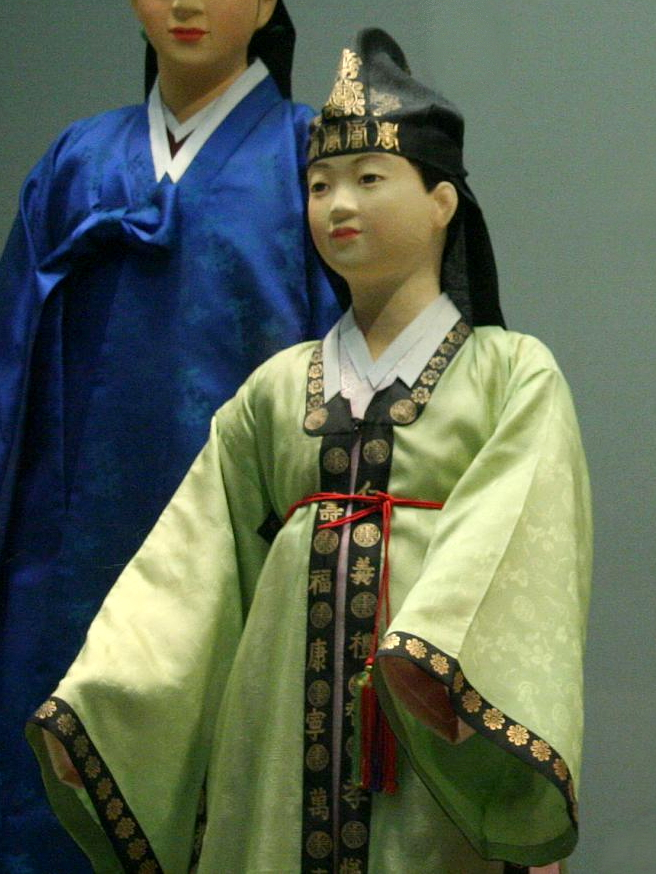
Сагюсам

Сагюсам (хангыль: 사규삼; ханча: 四|揆|衫)— это тип по (포), или верхней одежды в ханбоке, традиционной корейской одежды, которую носили мальчики до церемонии совершеннолетия, называемой гвалле (관례). Название произошло от формы; нижний конец одежды разделен на четыре части.
Сагюсам также называют гёльквабок (결과복; 缺骻服), что изначально было своего рода одеждой, которую носили на поле боя в Китае. 
Сагюсам одевали мальчики на свадебную церемонию, на гвалле или в качестве траурной одежды (тогда он тёмно-синего цвета и носится вместе с головным убором ипджа )(입자; 笠子)
На сагюсам наносились различные узоры и символы, имеющие глубоко значение.  Так, иероглиф су (수; 壽) , один из самых популярных корейских узоров, означал долголетие и пять благословений: долгая жизнь, богатство, здоровье и мир, жизнь с характером, выполнение своего поручения.
Летучая мышь или панджвимун (박쥐문) означала счастье и удачу, если же она была изображена с виноградной лозой, то означала долголетие и благословение для десятитысячного поколения.
Узор молнии и грома понгэмун (번개문) означал постоянство, вечность, плоды и величайшее благо, поскольку они всегда предвещали корейцам окончание засухи.
Иероглиф хвиджамун (희자문; дословно радость; 喜) восходит к двум иероглифам 雙喜, которые обозначали, что пара супругов делится радостью друг с другом. Другое значение - пара близнецов Мунму (правительственный чиновник - мунсин (문신) и военный чиновник - мусин(무신)), или правитель и подданный, или отец и сын.
Еще одним узором был суджа (수자; 꽃문), в котором крылся целый набор различных символичных цветов, птиц.